# Leptotarsus columbianus
Leptotarsus columbianus är en tvåvingeart som först beskrevs av Günther Enderlein 1912.  Leptotarsus columbianus ingår i släktet Leptotarsus och familjen storharkrankar.
Artens utbredningsområde är Colombia. Inga underarter finns listade i Catalogue of Life.